# Safari World
Cách Bangkok 12 km, Safari World (Tiger Zoo) là điểm tham quan hấp dẫn mà du khách không thể bỏ qua trong các chuyến du lịch đến Thái Lan. Đây là vườn thú mở tự nhiên lớn nhất Châu Á với hơn 75 loài động vật có vú, 300 loài chim đến từ châu Phi và châu Á cùng các loài động vật đặc trưng khắp nơi trên thế giới.

## Mô tả
Nằm trên diện tích đất rộng khoảng 69 ha được chia làm 2 phần: Vườn thú thiên nhiên lộ thiên và Khu vui chơi giải trí.
Vườn thú mô tả một không gian rừng rậm nhiệt đới hoang dã có hẳn một khu rừng xanh bạt ngàn. Điều thú vị của công viên ở đây là hầu hết các loài thú ở đây được nuôi thả một cách tự nhiên. Để dạo hết những phân khu chính, tham quan từng "lãnh địa" của các loài thú, du khách phải mất cả buổi sáng di chuyển trong vườn bằng xe ôtô hoặc xe đặc chủng ở đây. Thú rừng ở đây được nuôi thả tự nhiên nên du khách có thể vừa ngắm vừa chụp hình thỏa thích.
Đây là một trong số ít những vườn quốc gia được xây dựng theo kiểu mở, bởi trên thế giới không còn nhiều những khu rừng mở tự nhiên theo kiểu này nữa... Sân khấu trình diễn lúc nào cũng đầy ắp khán giả và các biểu diễn được thay đổi tiết mục theo giờ, theo ngày và muốn xem các suất diễn này, có khi khách phải mất 2 ngày.
Khu vui chơi giải trí với các màn biểu diễn của cá heo, khỉ đấm box, chim lái xe... hoặc các show "Cuộc chiến đấu của những người ngoài hành tinh", "Điệp viên 007" và nhiều chương trình vui nhộn khác như biểu diễn Cá heo "Dophin show", "Sư tử biển" "Lion show", những chú Vẹt, Két thông minh "Bird show" biết nói chuyện, biết giả giọng chú gà gáy sáng và còn biết hát với các màn biểu diễn luân phiên hàng ngày theo suất và được sân khấu hóa gồm có các màn bắn đại bác, bay lượn hay cảnh chiến đấu của các chàng cao bồi.
Ngoài hai khu trên, du khách cũng có thể đi thuyền len sâu vào rừng để tham quan các hang động với những cảnh quan hồi hộp, hấp dẫn.

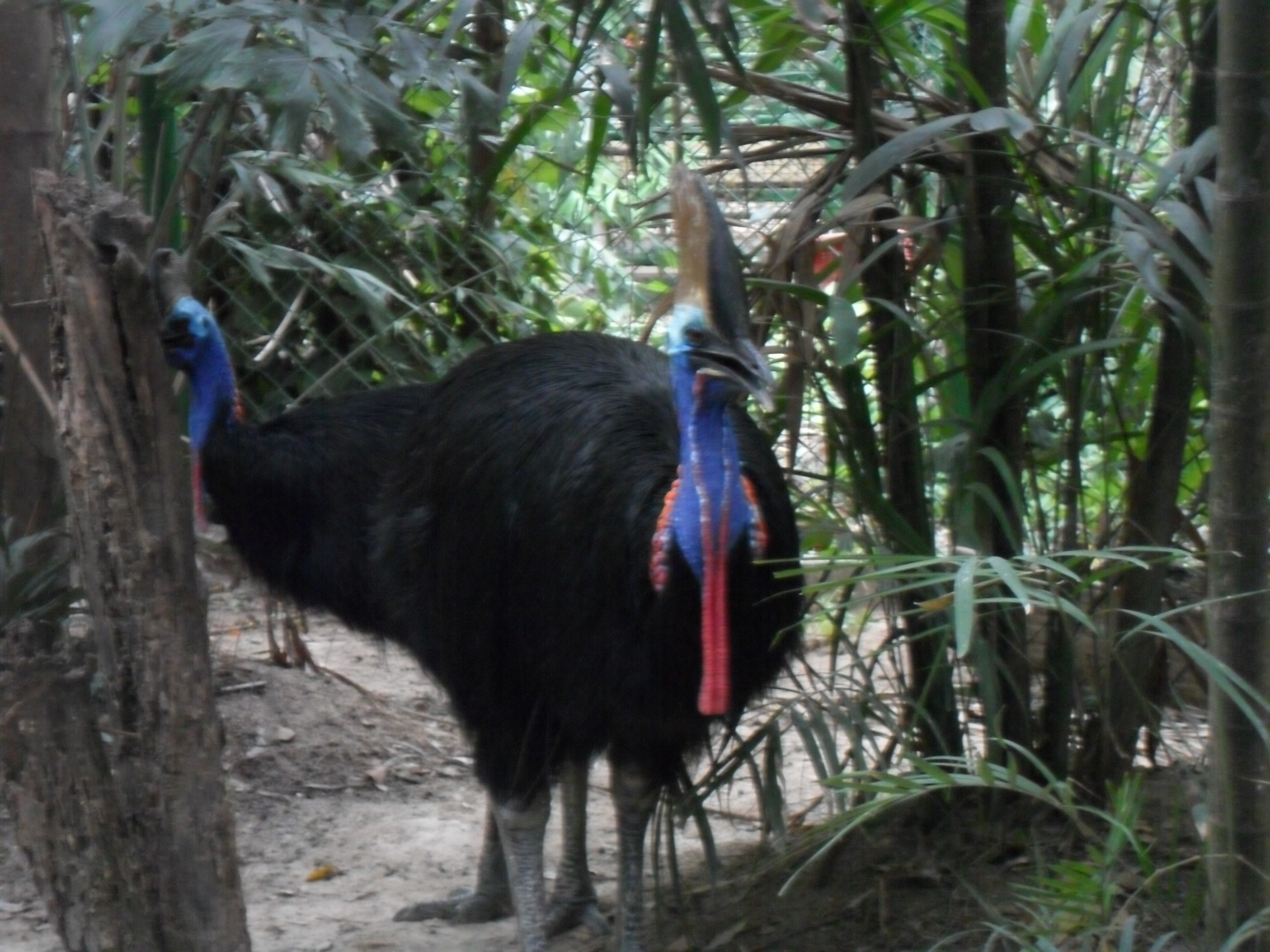
Đà điểu đầu mào trong vườn thú

Tuy nhiên, công viên Safari World nhiều năm được xem là sở thú bảo tồn các loài động vật nhưng cũng là công viên dính đến nhiều tai tiếng về việc mua bán động vật trái phép, nhất là loài vượn đỏ và bị hội yêu thú vật cáo buộc là hành hạ thú vật vì thú vật ở đây phải trình diễn mua vui cho du khách.

## Suất diễn
Safari World mở cửa hàng ngày từ 9h-17h.
Giờ các suất diễn chi tiết
- Sư tử biển: 10h10
- Cao bồi miền Tây; 11h40
- Cá heo: 13h30
- Điệp viên 007: 14h30
- Chim: 15h00

(Một ngày có rất nhiều show diễn, mỗi giờ trên đây chỉ là một trong số đó)